# جان هیدون
جان هیدون (انگلیسی: John Heydon; ۱۹ اکتبر ۱۹۲۸ – ۰ سپتامبر ۲۰۱۲) بازیکن فوتبال اهل بریتانیا بود.
از باشگاه‌هایی که در آن بازی کرده‌است می‌توان به باشگاه فوتبال ترانمره راورز و باشگاه فوتبال لیورپول اشاره کرد.